# وهب بن وهب

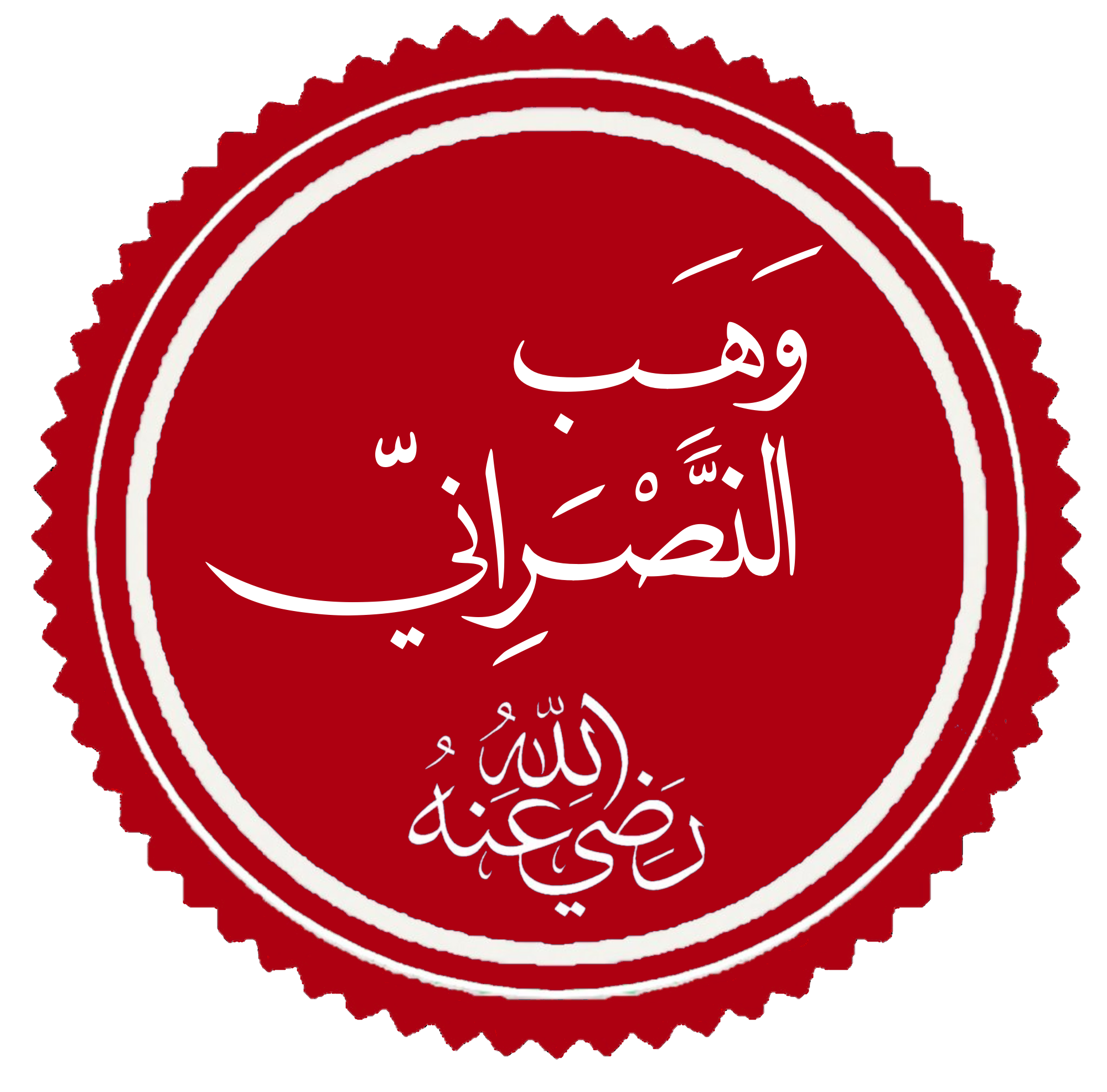

وهب بن وهب که در برخی منابع از او به وهب بن عبدالله کلبی یاد شده‌است، بر اساس گفته منابع شیعه، جوانی نصرانی (مسیحی) مذهب بود که در مسیر حرکت حسین بن علی به سوی کربلا به دست وی اسلام آورد و در روز عاشورا در کربلا کشته شد. وهب و همسر و مادرش نصرانی بودند
برخی او را با عبدالله بن عمیر بن حباب الکلبی یکی می‌دانند که اختلاف نظر وجود دارد.

## در جریان واقعه عاشورا
وهب در روز عاشورا بیست و پنج سال داشت. در این زمان از دامادی اش هفده روز می‌گذشت. وی پس از بریر یا عمرو بن مطاع به میدان رفت. آورده‌اند که وی در میدان نبرد، ۸ تا ۵۰ نفر از سپاهیان دشمن را در نبرد کشته‌است.

## درگذشت
وهب در روز عاشورا به هنگام نبرد، بیست و چهار پیاده و دوازده سوار را کشت. وهب را اسیر کرده و نزد عمر بن سعد آوردند. عمر سعد فرمان داد گردنش را زدند و سرش را به سوی لشکر حسین بن علی انداختند. آورده‌اند که پس از آنکه وهب کشته شد، سرش را بریده و به سمت سپاه حسین روانه کردند. مادر وهب، سر پسرش را برداشته، به سمت سپاه شمر پرتاب کرده‌است.

## در هنر و رسانه
سرگذشت وهب در سریال مختارنامه، یاد شده‌است. در یکی از سکانس‌های این سریال، وقتی وهب کشته می‌شود، بدن او مصلوب شده و سر از تنش جدا می‌شود؛ این سر به نزد بانوان سپاه حسین برده شده و به سمت مادر وهب پرتاب می‌شود. مادر وهب در این سکانس، سر وهب را به سمت شمر پرتاب می‌کند و این دیالوگ را فریاد می‌زند: «در مرام ما زیبنده نیست چیزی را که در راه خدا داده‌ایم پس بستانیم.» در تاریخ ۲۳ محرم ۱۴۴۱، طرحی با نام مصلوب کربلا، برای نمایش دادن ماجرای به صلیب کشیدن وهب در کربلا طراحی و تکمیل شد.